# 北陸総合通信局
北陸総合通信局（ほくりくそうごうつうしんきょく）は、情報通信行政を所管する総務省の地方支分部局である。北陸地方の富山県・石川県・福井県を管轄している。新潟県は信越総合通信局の管轄。

## 所在地
〒920-8795　石川県金沢市広坂二丁目2番60号 金沢広坂合同庁舎

## 組織
局長の下、次の組織により構成されている。
- 総合通信調整官
- 総合通信調整官（陸上担当）
- 総務部（総務課 - 信書便監理室 - 財務室）
- 情報通信部（電気通信事業課 - 情報通信振興課 - 放送課）
- 無線通信部（電波利用企画課 - 無線通信課 - 監視調査課）

## 沿革
- 1965年（昭和40年）11月8日 金沢市鳴和町から現在の金沢広坂合同庁舎に移転。
- 1985年（昭和60年）4月1日 郵政省設置法の改正により北陸電気通信監理局となる。
- 2001年（平成13年）1月6日 中央省庁再編に伴う組織変更により北陸総合通信局に改称。

## マスコットキャラクター
- ビビットくん(愛媛県のフジテレビ系列の放送局テレビ愛媛にも同名のキャラクターがいるが全くの別人で一切の関係は無い。ビビットくんを参照。)